# Балавинский, Сергей Александрович
Сергей Александрович Балавинский (1866, с. Торжок, Тверская губерния — 2 июля 1928, Понтуаз под Парижем) — присяжный поверенный в Москве.

## Биография

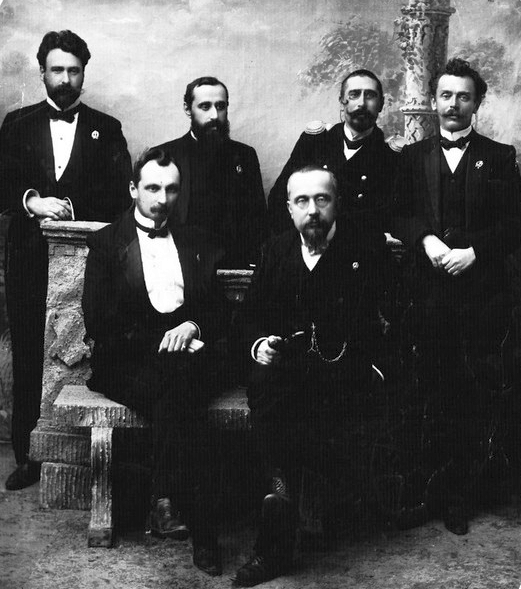
Группа защитников по делу лейтенанта П. П. Шмидта и матросов: А. В. Винберг, С. А. Балавинский, А. С. Зарудный, Ф. Е. Врублевский, П. В. Дэвиссон, А. М. Александров

Отец — Александр Петрович Балавинский — председатель Новоторжской уездной земской управы в 1890-х годах, в прошлом военный-улан, судим в 1901 году по делу о расходовании земских средств на народное образование, участник либерального движения. По другим данным отцом является Николай Петрович Оленин.
Дворянин Балавинский окончил Демидовский юридический лицей в Ярославле и Юридический факультет Санкт-Петербургского университета. 30 сентября 1903 года арестован по подозрению в принадлежности к Тверскому комитету РСДРП. Был выслан в Архангельск за хранение нелегальной литературы и переписку с П. Б. Струве. Участвовал в мероприятиях колонии ссыльных.
По освобождении в декабре 1904 года выбыл на родину. До эмиграции жил в Москве, член Московской присяжной адвокатуры. Оказывал услуги по защите моряку-потёмкинцу А. Н. Заулошнову. Был защитником по делу П. П. Шмидта. Земский деятель (Новоторжский уезд, Тверская губерния). Один из организаторов журналов «Освобождение» и «Союз освобождения». Конституционный демократ.
В 1908 году был посвящён в масонскую ложу «Возрождение», находившуюся под эгидой Великого востока Франции и которой руководил Н. Н. Баженов; оратор этой ложи. Затем, с 1916 года, заместитель секретаря Верховного совета Великого востока народов России.
Состоял действительным членом Московское общество любителей аквариума и комнатных растений.
В Первую мировую войну возглавлял санитарный отряд, сформированный московскими банками при земском союзе. После Февральской революции был в 1917 году помощником начальника департамента Главного управления милиции (полиции) в Петрограде, во время дела Корнилова.
Эмигрировал из России во Францию. В 1919 году участвовал в попытке воссоздания Верховного совета русского масонства в Париже. Вплоть до 1923 года активно посещал французские ложи Великого востока Франции, фактически руководил русскими масонами в составе этой организации. Сотрудничал в эмиграции с Партией социалистов-революционеров. Член Объединения русских адвокатов во Франции.
Умер от кровоизлияния в мозг в Отель Дьё. Похоронен на кладбище Понтуаз во Франции.

## Архив
- ГААО. Ф.1.Оп.4.Т.3.Д.808.Ф.1323.Оп.1.Д.1130.
- ГАТО. Ф.927.Оп.1.Д.627.Л. Л.30,46-51,148,265,268.